# Elisângela Adriano
Elisângela Maria Adriano (* 27. Juli 1972 in São Paulo) ist eine brasilianische Leichtathletin, die im Kugelstoßen und im Diskuswurf erfolgreich war. Sie gewann zwei Medaillen bei Panamerikanischen Spielen und sechzehn Medaillen bei Südamerikameisterschaften, darunter dreizehn Goldmedaillen.

## Karriere
Elisângela Adriano gewann bei den Südamerikameisterschaften 1991 ihre erste internationale Medaille, als sie mit 16,04 Meter im Kugelstoßen den zweiten Platz hinter der Kolumbianerin María Isabel Urrutia belegte. 1993 begann sie bei Südamerikameisterschaften eine Siegesserie von sechs Goldmedaillen im Kugelstoßen bis 2003, womit sie den Rekord ihrer Landsfrau Wanda dos Santos einstellte. Von 1997 bis 2003 gelang ihr jeweils der Doppelsieg im Kugelstoßen und im Diskuswurf. 2005 gewann sie keine Medaille bei den Südamerikameisterschaften, aber 2007 gelang ihr erneut der Doppelsieg. 2009 stellte sie bei ihrem sechsten Sieg im Diskuswurf mit 61,00 Meter einen neuen Meisterschaftsrekord auf.
1999 gewann sie bei der Universiade in Palma die Bronzemedaille in beiden Disziplinen. Bei den Panamerikanischen Spielen in Winnipeg siegte sie im Diskuswurf mit 60,92 Meter und belegte den vierten Platz im Kugelstoßen. Die Resultate wurden annulliert und ihre Medaillen aberkannt, als bei dem Dopingtest, der bei der Universiade abgenommen wurde, Nandrolon entdeckt wurde. Adriano erhielt wegen dieses Verstoßes gegen die Dopingbestimmungen eine Zweijahressperre, die später reduziert wurde. 2003 gewann sie bei den Panamerikanischen Spielen in Santo Domingo mit 18,48 Meter Silber hinter der Kubanerin Yumileidi Cumbá.
Adriano nahm dreimal an Olympischen Spielen teil, schied aber jeweils in der Qualifikation aus. Bei den Hallenweltmeisterschaften 1997 und bei den Freiluftweltmeisterschaften 2001 in Edmonton und 2003 in Paris/Saint-Denis erreichte sie im Kugelstoßen jeweils die Runde der besten Zwölf. Ihr bestes Ergebnis war der neunte Platz 2003 in Paris/Saint-Denis.
Elisângela Adriano ist vielfache Brasilianische Landesmeisterin. Von 1996 bis 2004 war sie neunmal hintereinander Doppelmeisterin.
Bei einer Körpergröße von 1,80 Meter betrug ihr Wettkampfgewicht über 90 Kilogramm.

## Medaillen

### Panamerikanische Meisterschaften
- 2003
  - Kugelstoßen: Silber
- 2007
  - Diskuswurf: Bronze

### Südamerikameisterschaften
- 1991
  - Kugelstoßen: Silber
- 1993
  - Kugelstoßen: Gold
  - Diskuswurf: Silber
- 1995
  - Kugelstoßen: Gold
- 1997
  - Kugelstoßen: Gold
  - Diskuswurf: Gold
- 1999
  - Kugelstoßen: Gold
  - Diskuswurf: Gold
- 2001
  - Kugelstoßen: Gold
  - Diskuswurf: Gold
- 2003
  - Kugelstoßen: Gold
  - Diskuswurf: Gold
- 2007
  - Kugelstoßen: Gold
  - Diskuswurf: Gold
- 2009
  - Kugelstoßen: Silber
  - Diskuswurf: Gold

## Bestleistungen
- Kugelstoßen: 19,30 m, 14. Juli 2001, Tunja
- Diskuswurf: 62,23 m, 12. Juli 1999, Palma